# 콴타스 항공의 운항 노선
2017년 1월 기준, 콴타스 항공은 다음과 같은 노선을 운항중이다.

## 운항 노선

### 아시아

#### 동아시아
- 홍콩
  - 홍콩 - 홍콩 첵랍콕 국제공항
- 일본
  - 도쿄 - 하네다 국제공항
  - 도쿄 - 나리타 국제공항
  - 삿포로 - 신치토세 공항 계절편[3]
  - 오사카 - 간사이 국제공항

#### 동남아시아
- 싱가포르
  - 싱가포르 - 싱가포르 창이 국제공항 허브
- 인도네시아
  - 자카르타 - 수카르노 하타 국제공항
  - 덴파사르 - 응우라라이 국제공항
- 태국
  - 방콕 - 수완나품 국제공항
  - 푸켓 - 푸켓 국제공항
- 필리핀
  - 마닐라 - 니노이 아키노 국제공항

### 아프리카

#### 남아프리카
- 남아프리카 공화국
  - 요하네스버그 - OR 탐보 국제공항

### 유럽

#### 서유럽
- 영국
  - 런던 - 런던 히드로 국제공항
- 프랑스
  - 파리 - 파리 샤를 드 골 국제공항[4]

#### 남유럽
- 이탈리아
  - 로마 - 레오나르도 다 빈치 국제공항 계절편

### 아메리카

#### 북아메리카
- 미국
  - 뉴욕 - 존 F. 케네디 국제공항
  - 댈러스 - 댈러스 포트워스 국제공항
  - 로스앤젤레스 - 로스앤젤레스 국제공항
  - 샌프란시스코 - 샌프란시스코 국제공항
  - 시카고 - 시카고 오헤어 국제공항
  - 호놀룰루 - 호놀룰루 국제공항
- 캐나다
  - 밴쿠버 - 밴쿠버 국제공항 계절편

#### 남아메리카
- 칠레
  - 산티아고 - 코모도로 아르투로 메리노 베니테스 국제공항

### 오세아니아

#### 오스트랄라시아
- 뉴질랜드
  - 웰링턴 - 웰링턴 국제공항
  - 오클랜드 - 오클랜드 국제공항
  - 크라이스트처치 - 크라이스트처치 국제공항
  - 더니딘 - 더니딘 국제공항
  - 네이피어 - 혹스베이 공항
  - 넬슨 - 넬슨 공항
  - 뉴플리머스 - 뉴플리머스 공항
  - 퀸스타운 - 퀸스타운 공항
  - 파머스턴노스 - 파머스턴노스 공항
- 오스트레일리아
  - 수도 준주
    - 캔버라 - 캔버라 국제공항

  - 북부 준주
    - 다윈 - 다윈 국제공항 포커스 시티
    - 앨리스 스프링스 - 앨리스 스프링스 공항
    - 에어즈 록 - 에어즈 록 공항

  - 뉴사우스웨일스주
    - 시드니 - 시드니 킹스포드 스미스 국제공항 허브
    - 뉴캐슬 - 뉴캐슬 공항
    - 더보 - 더보 공항
    - 로드하우섬 - 로드하우 공항
    - 모라 - 모리 공항
    - 밸리나 - 밸리나 바이런 게이트웨이 공항
    - 아미데일 - 아미데일 공항
    - 앨버리 - 앨버리 공항
    - 와가와가 - 와가와가 공항
    - 코프스하버 - 코프스하버 공항
    - 탬워스 - 탬워스 공항
    - 타운스빌 - 타운스빌 공항
    - 투움바 - 브리즈번 웨스트 웰캠프 공항
    - 포트맥쿼리 - 포트맥쿼리 공항

  - 빅토리아주
    - 멜버른 - 멜버른 공항 허브
    - 마운트 호섬 - 마운트 호섬 공항
    - 밀두라 - 밀두라 공항
    - 아발론 - 아발론 공항

  - 사우스오스트레일리아주
    - 애들레이드 - 애들레이드 공항 허브
    - 올림픽 댐 - 올림픽 댐 공항
    - 캥거루섬 - 킹스코트 공항
    - 포트링컨 - 포트링컨 공항
    - 화이앨라 - 화이앨라 공항

  - 웨스턴오스트레일리아주
    - 브룸 - 브룸 국제공항
    - 포트헤들랜드 - 포트헤들랜드 국제공항
    - 뉴맨 - 뉴맨 공항
    - 엑스머스 - 리어몬스 공항
    - 제럴턴 - 제럴턴 공항
    - 카라타 - 카라타 공항
    - 캘굴리 - 캘굴리 볼더 공항
    - 쿠누누라 - 쿠누누라 공항
    - 크리스마스 섬 - 크리스마스 섬 공항
    - 파라버두 - 파라버두 공항
    - 퍼스 - 퍼스 공항 허브

  - 코코스 제도
    - 코코스섬 - 코코스 공항 - (2025년 11월 3일 재취항)[5]

  - 퀸즐랜드주
    - 골드코스트 - 골드코스트 공항
    - 글래드스톤 - 글래드스톤 공항
    - 록햄프턴 - 록햄프턴 공항
    - 롱리치 - 롱리치 공항
    - 마운트 이사 - 마운트 이사 공항
    - 마카이 - 마카이 공항
    - 모란바 - 모란바 공항
    - 바칼딘 - 바칼딘 공항
    - 번더버그 - 번더버그 공항
    - 브리즈번 - 브리즈번 공항 허브
    - 블랙올 - 블랙올 공항
    - 샬레빌 - 샬레빌 공항
    - 선샤인코스트 - 선샤인코스트 공항
    - 에메랄드 - 에메랄드 공항
    - 웨이파 - 웨이파 공항
    - 케언스 - 케언스 공항 포커스 시티
    - 클론커리 - 클론커리 공항
    - 프레이저코스트 - 허비베이 공항
    - 프로서파인 - 프로서파인 휘트선데이 코스트 공항
    - 허비베이 - 허비베이 공항
    - 해밀턴섬 - 해밀턴 공항
    - 혼 섬 - 혼 공항

  - 태즈메이니아주
    - 호바트 - 호바트 국제공항
    - 데번포트 - 데번포트 공항
    - 론서스턴 - 론서스턴 공항

#### 멜라네시아
- 누벨칼레도니
  - 누메아 - 누메아 라 톤투타 국제공항
- 파푸아뉴기니
  - 포트모르즈비 - 잭슨 국제공항
- 피지
  - 난디 - 난디 국제공항

## 단항 노선

### 아시아

#### 동아시아
- 대한민국
  - 서울 - 김포국제공항
  - 서울 - 인천국제공항[6]
- 중화인민공화국
  - 베이징 - 베이징 수도 국제공항
  - 상하이 - 상하이 푸동 국제공항[7]
- 홍콩
  - 홍콩 - 홍콩 카이탁 국제공항
- 일본
  - 나고야 - 나고야 코마키 공항
  - 후쿠오카 - 후쿠오카 공항
- 중화민국
  - 타이베이 - 타이완 타오위안 국제공항

#### 동남아시아
- 말레이시아
  - 쿠알라룸푸르
    - 쿠알라룸푸르 국제공항
    - 수방 국제공항

  - 코타키나발루 - 코타키나발루 국제공항
- 베트남
  - 호치민 시 - 떤선녓 국제공항
- 태국
  - 방콕 - 돈므앙 국제공항

#### 남아시아
- 인도
  - 델리 - 인디라 간디 국제공항
  - 뭄바이 - 차트라파티 시바지 국제공항
  - 콜카타 - 네타지 수바스 찬드라 보스 국제공항

#### 서남아시아
- 바레인
  - 마나마 - 바레인 국제공항
- 시리아
  - 다마스쿠스 - 다마스쿠스 국제공항
- 아랍에미리트
  - 두바이 - 두바이 국제공항
- 이란
  - 테헤란 - 테헤란 메흐라바드 국제공항
- 파키스탄
  - 카라치 - 진나 국제공항

### 아프리카

#### 남아프리카
- 짐바브웨
  - 하라레 - 하라레 국제공항

#### 동아프리카
- 모리셔스
  - 포트루이스 - 시우 사구르 람룰람경 국제공항

#### 북아프리카
- 이집트
  - 카이로 - 카이로 국제공항

### 유럽

#### 서유럽
- 영국
  - 맨체스터 - 맨체스터 공항
- 독일
  - 프랑크푸르트 - 프랑크푸르트 국제공항
- 네덜란드
  - 암스테르담 - 암스테르담 스키폴 국제공항

#### 중유럽
- 오스트리아
  - 빈 - 빈 국제공항

#### 남유럽
- 그리스
  - 아테네 - 엘리니콘 국제공항
- 세르비아
  - 베오그라드 - 베오그라드 니콜라 테슬라 국제공항
- 튀르키예
  - 이스탄불 - 아타튀르크 국제공항

### 아메리카

#### 북아메리카
- 미국
  - 워싱턴 D.C - 워싱턴 덜레스 국제공항
  - 보스턴 - 보스턴 로건 국제공항
  - 시카고 - 시카고 오헤어 국제공항
  - 애틀랜타 - 하츠필드 잭슨 애틀랜타 국제공항
- 캐나다
  - 토론토 - 토론토 피어슨 국제공항
- 멕시코
  - 멕시코시티 - 멕시코시티 국제공항
  - 아카풀코 - 아카풀코 국제공항

#### 남아메리카
- 아르헨티나
  - 부에노스아이레스 - 미니스토로 피스타리니 국제공항

#### 카리브해
- 바하마
  - 나소 - 나소 국제공항
- 버뮤다
  - 해밀턴 - 버뮤다 국제공항

### 오세아니아

#### 오스트랄라시아
- 노퍽섬
  - 노퍽섬 - 노퍽 공항
- 뉴질랜드
  - 로토루아 - 로토루아 국제공항
- 오스트레일리아
  - 노던 군주
    - 고브 - 고브 공항

  - 뉴사우스웨일스주
    - 나라브리 - 나라브리 공항
    - 울런공 - 울런공 공항
    - 타리 - 타리 공항

  - 웨스턴오스트레일리아주
    - 톰 프린스 - 톰 프린스 공항

  - 퀸즐랜드주
    - 덩크 섬 - 덩크 공항
    - 블랙워터 - 블랙워터 공항
    - 빌로엘라 - 빌로엘라 공항
    - 에얼리비치 - 휘트선데이 공항
    - 윈턴 - 윈턴 공항
    - 헤이먼 섬 - 헤이먼 공항

  - 태즈메이니아주
    - 배서스트 - 배서스트 공항
    - 버니 - 버니 공항

#### 멜라네시아
- 솔로몬 제도
  - 호니아라 - 호니아라 국제공항
- 프랑스령 폴리네시아
  - 파페에테 - 파아아 국제공항

## 같이 보기
- 캥거루 루트
- 콴타스 항공 7편